# Monthly Princess
Monthly Princess (月刊プリンセス, Gekkan Purinsesu) est le titre d’un magazine de prépublication de mangas mensuel de type shōjo publié par Akita Shoten. Il est publié pour la première fois en 1974 et paraît le 6 de chaque mois.